# Armadillo (film)
Pour les articles homonymes, voir Armadillo.
Pour plus de détails, voir Fiche technique et Distribution.
Armadillo est un film documentaire danois réalisé par Janus Metz sorti en 2010. 
Le film suit des soldats danois en Afghanistan. Le titre du film vient du nom du camp dans lequel les soldats se trouvent en Afghanistan. Il a été présenté à la Semaine de la critique durant le Festival de Cannes, où il a remporté le Grand Prix de la semaine internationale de la critique.

## Synopsis
Armadillo décrit de manière très directe le cynisme croissant et la dépendance à l'adrénaline de jeunes soldats en guerre. Mads et Daniel sont partis comme soldats pour leur première mission dans la province d'Helmand, en Afghanistan. Leur section est stationnée à Camp Armadillo, sur la ligne de front d'Helmand et ils vivent des combats violents contre les Talibans. Les soldats sont là pour aider les Afghans, mais à mesure que les combats s'intensifient et que les opérations sont de plus en plus effrayantes, Mads, Daniel et leurs amis deviennent cyniques, creusant le fossé entre eux et la civilisation afghane. Les sentiments de méfiance et de paranoïa prennent le relais, causant aliénation et désillusion. 'Armadillo' est un voyage dans l'esprit du soldat, et un film exceptionnel qui a pour thème l'histoire mythique de l'homme en guerre, mise en scène dans une version contemporaine qui se déroule en Afghanistan.

## Fiche technique
- Titre : Armadillo
- Réalisation : Janus Metz
- Pays d'origine :  Danemark
- Langue originale : danois
- Format : couleurs
- Genre : documentaire
- Durée : 1 h 40 min
- Date de sortie : 15 décembre 2010

## Distinctions
- Festival de Cannes 2010 : Grand prix de la Semaine de la critique[1]
- Tournai Ramdam Festival 2011 : Meilleur film catégorie Documentaires